# Ramón Pérez Opazo
Ramón Segundo Pérez Opazo (Iquique, 3 de diciembre de 1933 - Viña del Mar, 12 de junio de 2005) fue un perito dactiloscópico y político chileno, militante de Renovación Nacional (RN). Fue diputado por el distrito N.º 2 entre 1990-1998 y, desde 2002 hasta su muerte.

## Biografía
Nació en Iquique, Chile, el 3 de diciembre de 1933.
Se casó con Gladys Díaz Jofré; tuvo seis hijos.
Los estudios primarios los realizó en la Escuela N.°4 de su ciudad natal, y los secundarios, en el Instituto Comercial de la misma ciudad. Luego ingresó al Instituto de Ciencias Políticas y Administrativas de la Universidad de Chile, donde obtuvo el título de Perito Dactiloscópico y Oficial Civil.
Se dedicó a su profesión y en 1954 se incorporó al Servicio de Registro Civil e Identificación. Al año siguiente fue nombrado Perito Dactiloscópico de la Corte de Apelaciones de Iquique.
En 1956 presidió la Asociación Nacional de Funcionarios del Registro Civil e Identificación. En 1968 fue elegido Vicepresidente de la Primera Convención del Personal del Registro Civil e Identificación, ARCICH. En 1968 fue socio fundador de la Asociación de Pequeños Industriales y Artesanos de Iquique, AGPIA, donde ocupó la presidencia hasta 1970. Fue uno de los gestores de la Ley 17.314, que creó el Comité Programador de Inversiones de Iquique y Pisagua. Entre 1970 y 1974 se desempeñó como dirigente nacional de la Confederación Gremial Nacional Unida de la Mediana, Pequeña, Microindustria, Servicios y Artesanado de Chile, "CONUPIA", período en el cual contribuyó a la creación de la Cooperativa de Ahorro, Crédito y Garantía. Al año siguiente fue designado miembro de la Comisión Organizadora de la Zona Franca de Iquique, ZOFRI. En 1985 impulsó la Primera Feria Internacional de Iquique. Siempre estuvo ligado al deporte, así fue seleccionado amateur de fútbol y más tarde fundó el Club de Deportes Iquique.
En 1989 fue como candidato a diputado independiente en el pacto Democracia y Progreso, y resultó elegido por el Distrito N.°2, comunas de "Iquique, Huara, Camiña, Colchane, Pica y Pozo Almonte", Primera Región de Tarapacá, período 1990-1994. Integró la Comisión Permanente de Economía, Fomento y Desarrollo. Miembro de la Comisión Especial de Drogas; de Pueblos Indígenas; de Asuntos Carcelarios; de la Dirección General de Deportes y Recreación, DIGEDER; de la de Desarrollo de Arica, de la de Libertad de Cultos y de la Comisión Investigadora de la Corporación de Fomento de la Producción, CORFO.
Ingresó al partido Renovación Nacional, el 27 de octubre de 1991.
En 1993 fue reelecto diputado, en representación de su partido, Renovación Nacional, por el mismo Distrito N.°2, período 1994-1998; integró la Comisión Permanente de Economía, Fomento y Desarrollo, la que presidió; y la de Vivienda y Desarrollo Urbano. Fue nombrado miembro permanente del Parlamento Latinoamericano.
En 1997 buscó la segunda reelección por el Distrito N.°2 por RN, pero no tuvo éxito.
En diciembre de 2001 se presentó como candidato a diputado Independiente, "pro UDI", en el pacto Alianza por Chile, por el Distrito N.°2, "Iquique, Huara, Camiña, Colchane, Pica y Pozo Almonte", Primera Región de Tarapacá, período 2002-2006; y resultó elegido. Integró la Comisión Permanente de Obras Públicas, Transportes y Telecomunicaciones; y la de Vivienda y Desarrollo Urbano; miembro de la Comisión Especial para el Desarrollo del Turismo; Especial sobre Seguridad Ciudadana; Especial de la Pequeña y Mediana Empresa y Especial sobre Zonas Extremas del País. 
Falleció antes de terminar su período como diputado y asumió en su reemplazo su compañero de lista Néstor Jofré Núñez, de Renovación Nacional.
Dejó de existir víctima de un ataque cardíaco, en Viña del Mar, el 12 de junio de 2005, a la edad de 71 años. Sus restos fueron trasladados a Iquique, donde se realizaron sus funerales. 
Una de las calles en Iquique lleva su nombre después de su muerte. 
Fue uno de los impulsores de la Ley N.° 20.148, de 6 de enero de 2007, que Declara Feriado el Día 16 de julio de Cada Año, en que se Celebra y Honra a la Virgen del Carmen, en Reemplazo del Feriado Correspondiente a Corpus Christi.

## Historial electoral

### Elecciones parlamentarias de 1993
- Elecciones parlamentarias de 1993 a Diputado por el distrito 2 (Camiña, Colchane, Huara, Iquique, Pica y Pozo Almonte)[2]

### Elecciones parlamentarias de 1997
- Elecciones parlamentarias de 1997 a Diputado por el distrito 2 (Camiña, Colchane, Huara, Iquique, Pica y Pozo Almonte)[3]

### Elecciones parlamentarias de 2001
- Elecciones parlamentarias de 2001 a diputado por el distrito 2 (Camiña, Colchane, Huara, Iquique, Pica y Pozo Almonte)[4]